# 영구와 우주괴물 불괴리
《영구와 우주괴물 불괴리》는 대한민국에서 제작된 심형래 감독의 1994년 가족, 코미디, SF 영화이다. 심형래 등이 주연으로 출연하였다.

## 출연

### 주연
- 심형래

### 조연
- 서세원
- 김현영
- 유재석
- 임옥경
- 조문식
- 손동환
- 김혜경
- 김철수
- 김장렬